# Gare de la Marine de Davia
La gare de la Marine de Davia est une gare ferroviaire française de la ligne de Ponte-Leccia à Calvi (voie unique à écartement métrique), située sur le territoire de la commune de Corbara dans le département de la Haute-Corse et la Collectivité territoriale de Corse (CTC). Elle dessert la station balnéaire et ses plages.
C'est une halte des Chemins de fer de la Corse (CFC) desservie par des trains « grande ligne » et « périurbain ». Arrêt facultatif (AF), il faut signaler sa présence au conducteur pour qu'il y ait un arrêt du train.

## Situation ferroviaire
Établie à 25 mètres d'altitude, la gare de la Marine de Davia est située au point kilométrique (PK) 103,245 de la ligne de Ponte-Leccia à Calvi (voie unique à écartement métrique), entre les gares de Bodri et d'Aregno.
Elle dispose d'un quai court.

## Service des voyageurs

### Accueil
Halte CFC, c'est un point d'arrêt non géré (PANG) à accès libre. Elle dispose d'un quai court avec un abri et des bancs. Arrêt facultatif  (AF) : le train ne s'arrête que si la demande a été faite au conducteur.

### Desserte
Marine de Davia est desservie, éventuellement (AF), par des trains CFC « grande ligne » de la relation : Bastia, ou Ponte-Leccia, - Calvi. C'est également un arrêt facultatif de la « desserte suburbaine de Balagne » desservie par des trains CFC de la relation Calvi - Île-Rousse. Les horaires sont fluctuants en fonction de la saison (juillet-Août) et du hors saison (le reste de l'année).

### Intermodalité
Elle permet l'accès piétonnier à la station balnéaire et aux plages de Vignola, Capité et Fornello.